# Tetranitratoxicarbono

Modelo de tetranitratoxicarbono. Cinzento = carbono, vermelho = oxigénio, azul = azoto.

Tetranitratoxicarbono, conhecido formalmente como tetrakis(nitratoxycarbon)methane, é uma molécula hipoteticamente possível, mas ainda não sintetizada. Era desconhecida para a ciência até que Clara Lazen, uma menina de 10 anos que frequentava o quinto ano em Kansas City, Missouri, montou um modelo desta em 2012. Foi co-autora de um artigo científico sobre a molécula.

## Descoberta
O professor de ciências Kenneth Boehr estava utilizando bolas e varetas para modelar e representar moléculas simples numa aula de quinto ano, quando Clara Lazen montou uma estrutura complexa e perguntou se seria uma molécula real.
Inseguro sobre qual a resposta a dar, Boehr enviou uma foto do modelo a um amigo químico, Robert Zoellner, um Professor de Química na Universidade Estadual de Humboldt. Zoellner comparou a molécula com a base de dados Chemical Abstracts e confirmou que a estrutura montada por Clara era única e não reconhecida anteriormente.

## Propriedades
O tetranitratoxicarbono é formado por oxigénio, azoto e carbono, sendo a sua estrutura molecular C(CO3N)4. Sendo um composto rico nestes três elementos, semelhante à nitroglicerina, é previsível que possua propriedades explosivas, sendo, no entanto, demasiado instável termicamente para utilização prática.